# Pela-soques cara-roig
El pela-soques cara-roig	 (Climacteris erythrops) és un ocell de la família dels climactèrids (Climacteridae).

## Hàbitat i distribució
Habita la selva pluvial del sud-est d'Austràlia.